# SStB Gleichenberg sorozat
Az SStB  Gleichenberg - Stainz egy szerkocsisgőzmozdony-sorozat volt az osztrák-magyar Südlichen Staatsbahn (SStB)-nál.

## Története
Mivel a kilenc új, a WRB által az SStB-nek gyártott 2B tengelyelrendezésű mozdony - Admont bis Lipoglau - jobban beváltak a 2A-khoz képest, Amerikából rendeltek mozdonyokat valamivel kisebb méretekkel. A kisebb kerekek teherszállítási felhasználásra utal. A tíz mozdonyt William Norris építette 1846-ban Philadelphiában és a GLEICHENBERG, BRUCK, MUR, MÜRZ, MÜRZZUSCHLAG, KAPFENBERG, LANGENWANG, NEUBERG, WARTBERG, STAINZ neveket kapták.
Az ebbe a sorozatba tartozó mozdonyok a vasút 1858-as privatizációjával az osztrák-magyar Déli Vasút magánvasút-társasághoz kerültek, ahol 886-895 pályaszámokat kaptak, és 1860-tól a 17 sorozatba tartoztak. 1864-ben az új számozási rendszerbe már nem kerültek be, selejtezték őket.
Az SB/ 891-et (MUR) 1864-ben a GKB megvásárolta és mint anyagvonati mozdonyt 1878-ban selejtezte. A MUR mintájára a GKB öt mozdonyt építtetett GRAZ, SÖDING, LIEBOCH, KREMS, KAINACH  nevekkel, melyek a GKB 1-5 pályaszámait kapták.

## Fordítás
- Ez a szócikk részben vagy egészben  a   SStB – Gleichenberg bis Stainz című német Wikipédia-szócikk fordításán alapul.  Az eredeti cikk szerkesztőit annak laptörténete sorolja fel. Ez a jelzés csupán a megfogalmazás eredetét és a szerzői jogokat jelzi, nem szolgál a cikkben szereplő információk forrásmegjelöléseként. - Az eredeti szócikk forrásai szintén ott találhatóak.